# دوشیزه دنیا ۲۰۰۲

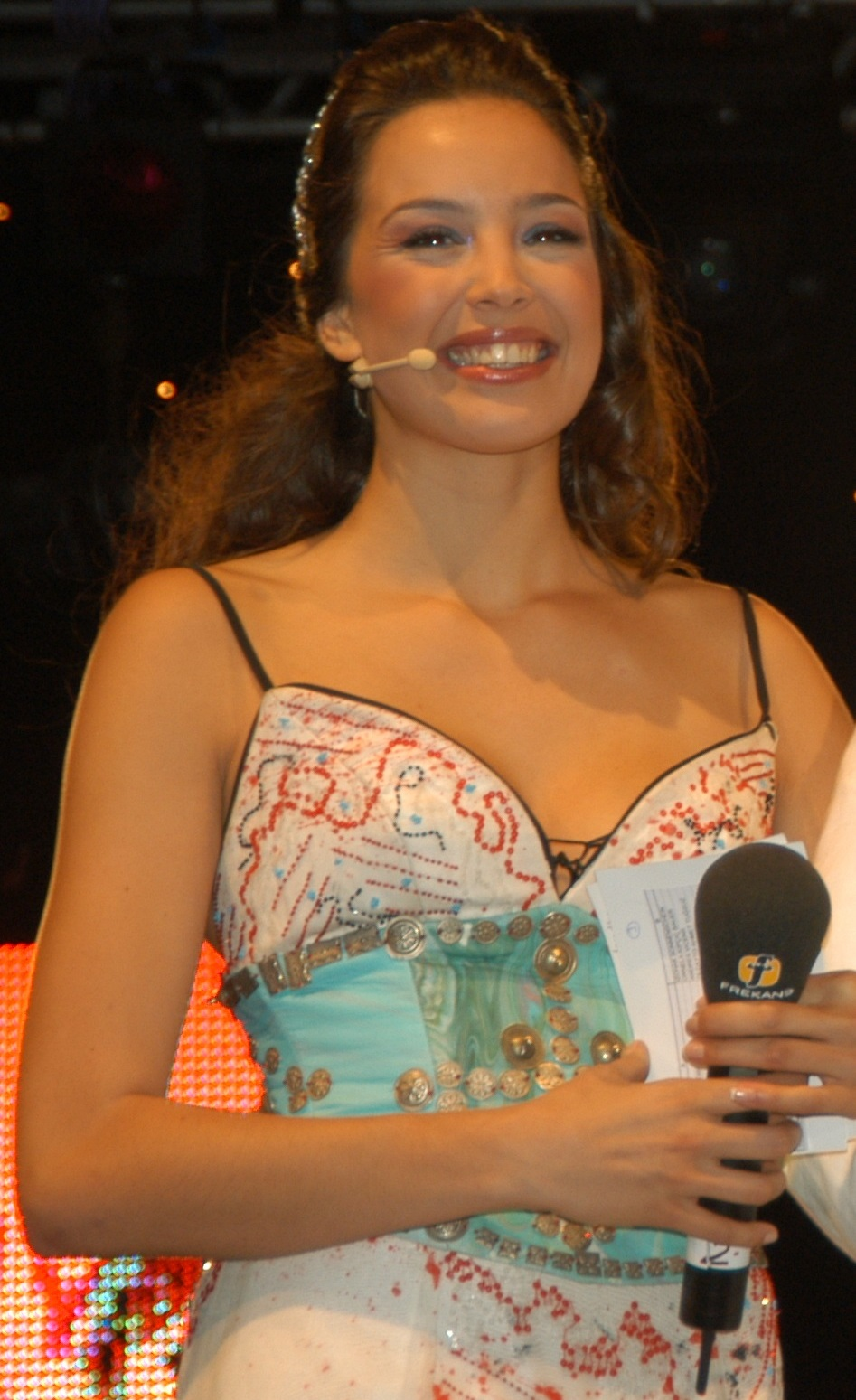
دختر شایسته ۲۰۰۲ – عذرا آکین برنده مسابقه دوشیزه دنیا

با موفقیت آگبانی دارگو در سال ۲۰۰۱ گردانندگان سازمان دوشیزه دنیا، شهر آبوجا پایتخت نیجریه را برای میزبانی در سال ۲۰۰۲ برگزیدند، این در حالی بود که محکومیت آمنه لاوال یک زن نیجریه‌ای به سنگسار موجب شد تا انتقادات شدیدی از سوی بسیاری از فعالان حقوق بشر و برخی از شرکت کنندگان مسابقات دوشیزه دنیا نسبت به برگزاری مسابقات در این کشور صورت گیرد، در همین راستا تعدادی از برگزیدگان اروپایی دوره‌های پیشین این رقابت‌ها با دولت‌های متبوع خود و پارلمان اروپا برای حمایت از آمنه لاوال و تلاش برای جلوگیری از سنگسار او مذاکره کردند.
علی رغم تمام مخالفت‌ها سازمان دوشیزه دنیا در نهایت تصمیم گرفت تا مسابقات را در نیجریه برگزار کرده و آن را فرصتی برای آگاهی مردم دنیا از این قوانین و کمک به نجات امینه بداند، این تصمیم باعث شد تا تعدادی از برگزیدگان دور نهایی مسابقات، به رهبری کاترین سورلند دوشیزه نروژ مسابقات را تحریم کنند. در برخی کشورها همچون کاستاریکا نیز دولت و پارلمان مسابقات را تحریم کردند. دانمارک، سوئیس، اسپانیا، بلژیک، پاناما و کنیا از مهم‌ترین این تحریم کنندگان بودند.
علی رغم پوشش خبری وسیع تحریم این مسابقات، گردانندگان مراسم دوشیزه دنیا با تغییر زمان مسابقات برای جلوگیری از هم‌زمانی با ماه رمضان، بر تصمیم پیشین خود پای‌فشاری کردند و بیشتر کشورهای مهم نیز نمایندگان خود را در این رویداد شرکت دادند. اما جنجال‌ها فروکش نکرد و در پی اعتراضات شدید محافل اسلامگرا به برگزاری این مراسم، روزنامهای در لاگوس مقاله‌ای را از ایزیوما دانیل زن روزنامه‌نگار نیجریه‌ای به انتشار رساند که در پاسخ به اعتراضات مسلمانان اظهار شده بود؛ «اگر محمد پیامبر مسلمانان زنده بود و این دختران را می‌دید، شاید یکی از آن‌ها را به همسری خود برمی‌گزید». این مقاله طوفان خشم متعصبین مذهبی را برانگیخت به‌طوری‌که بیش از دویست نفر در درگیری‌های شهر کادونا کشته شدند و بسیاری از خانه‌ها و عبادتگاه‌ها در آتش سوخته و تخریب شدند.
در چنین وضعیتی با توجه به خطری که جان شرکت کنندگان را تهدید می‌کرد کانادا و کره‌جنوبی نمایندگان خود را از نیجریه فراخواندند و بنیاد دوشیزه دنیا نیز تصمیم گرفت مراسم را به لندن منتقل کند، این در حالی بود که فتوایی که حکم ارتداد و در نتیجه لزوم قتل ایزیوما دانیل را بیان می‌کرد، در نیجریه منتشر شد. البته این فتوا از سوی مقامات مذهبی عربستان سعودی رد شد.
در پی این تغییر مکان، بسیاری از تحریم کنندگان از جمله کاترین سورلند دوشیزه نروژ که سرسختانه با برگزاری مسابقات در نیجریه مخالفت می‌کرد و با این وضعیت شانس اول موفقیت در این رقابت به‌حساب می‌آمد، به لندن آمده و تصمیم گرفتند تا در این رقابت شرکت کنند در نهایت ازره اکین دوشیزه ترکیه به مقام اول این رقابت دست یافت و به این ترتیب پس از ۴۸ سال (مصر در ۱۹۵۴) دختری از کشوری با اکثریت جمعیت مسلمان به این عنوان دست یافت.